# Bodil Jørgensen
Bodil Jørgensen (Vejle, 3 de marzo de 1961) es una actriz danesa, reconocida principalmente por su trabajo en los filmes Los idiotas (1998), Nothing's All Bad (2010) y Klinkevals (1999). También ha figurado en series de televisión en su país como Hotel Voramar (2013-2022), Julefeber (2022) y Minkavlerne (2019-2023).

## Filmografía seleccionada

### Cine y televisión
- Planetens spejle (1992)
- Russian Pizza Blues (1992)
- Alletiders nisse (1995)
- Kun en pige (1995)
- Sunes familie (1997)
- Nonnebørn (1997)
- Strisser på Samsø (1997–1998)
- Los idiotas (1998)
- Klinkevals (1999)
- Juliane (2000)
- Fruen på Hamre (2000)
- Send mere slik (2001)
- At klappe med een hånd (2001)
- De Grønne Slagtere (2003)
- Jesus & Josefine (2003)
- Silkevejen (2004)
- Krøniken (2004–2006)
- Anklaget (2005)
- Voksne mennesker (2005)
- Jul i Valhal (2005)
- Der var engang en dreng (2006)
- Hjemve (2007)
- De unge år (2007)
- Til døden os skiller (2007)
- Frode og alle de andre rødder (2008)
- Album (2008)
- Terribly Happy (2008)
- Troubled Water (2008)
- Se min kjole (2009)
- Winnie og Karina - The Movie (2009)
- Oldboys (2009)
- Karla og Jonas (2010)
- In a Better World (2010)
- Nothing's All Bad (2010)
- Jensen & Jensen (2011)
- Ronal the Barbarian (2011)
- This Life (2012)
- Gummi T (2012)
- Den skaldede frisør (2012)
- Otto the Rhino (2013)
- Hotel Voramar (2013-2021)
- Far til fire - Onkel Sofus vender tilbage (2014)
- A Second Chance (2014)
- Serena (2014)
- All Inclusive (2014)
- Men & Chicken (2015)
- People Get Eaten (2015)
- Albert (2015)
- Parents (2016)
- Den magiske juleæske (2016)
- Aldrig mere i morgen (2017)
- Vitello (2018)
- Kollision (2019)
- Into the Darkness (2020)
- Persona Non Grata (2021)
- Into the Darkness 2 (2022)
- The Quiet Migration (2023)
- Rom (2024)